# Source Q

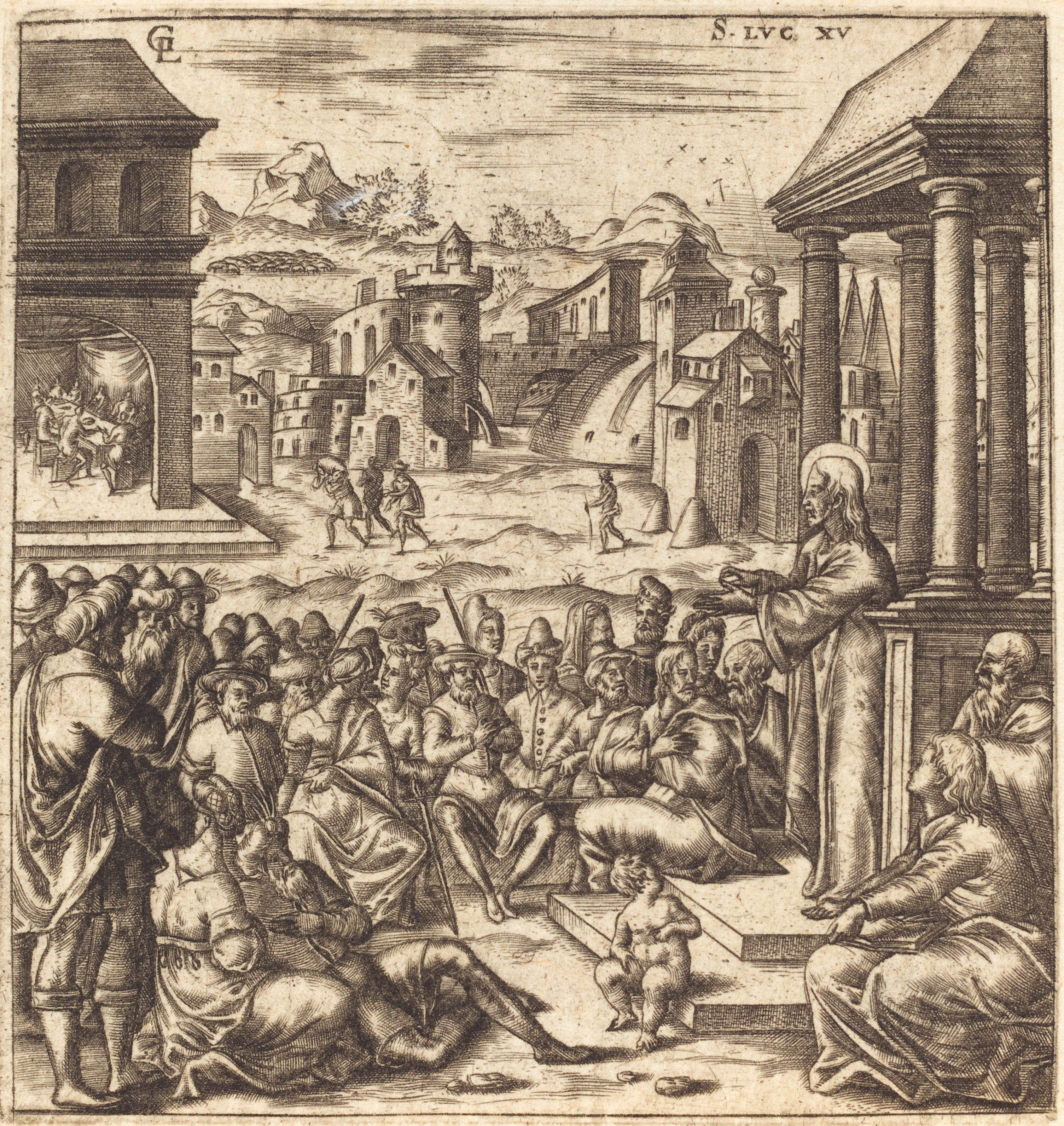
Jésus enseignant la parabole de la Brebis égarée, supposée appartenir à la source Q. Gravure de Léonard Gaultier, v. 1580.

La source Q, ou document Q (initiale de l'allemand Quelle signifiant « source »), ou encore source des Logia, est une source supposée perdue qui serait à l'origine des éléments communs aux Évangiles selon Matthieu et Luc mais absents de Marc. Il s'agit d'un recueil de paroles de Jésus de Nazareth qui daterait des environs de l'an 50. Ces paroles, ou Logia, s'inscrivent selon cette hypothèse dans la tradition des prédicateurs itinérants de Galilée à cette époque. Il n'existe pas de copie, même partielle, de ce document.
L'hypothèse de la source Q est l'un des fondements de la théorie des deux sources, mais aussi des diverses théories des sources multiples. Dans tous les cas, en effet, les biblistes ont défini depuis le début du XXe siècle plusieurs points d'accord : Matthieu et Luc ont utilisé Marc et la source Q, celle-ci était écrite en grec koinè, l'essentiel de son contenu apparaît en Matthieu et en Luc, et Luc préserve plus souvent que Matthieu l'ordre originel du texte. Plusieurs chercheurs ont postulé que Q était en fait un ensemble de sources, certaines écrites et d'autres orales. D'autres ont tenté de déterminer les étapes de sa composition.

## Les synoptiques

### Généalogie des textes

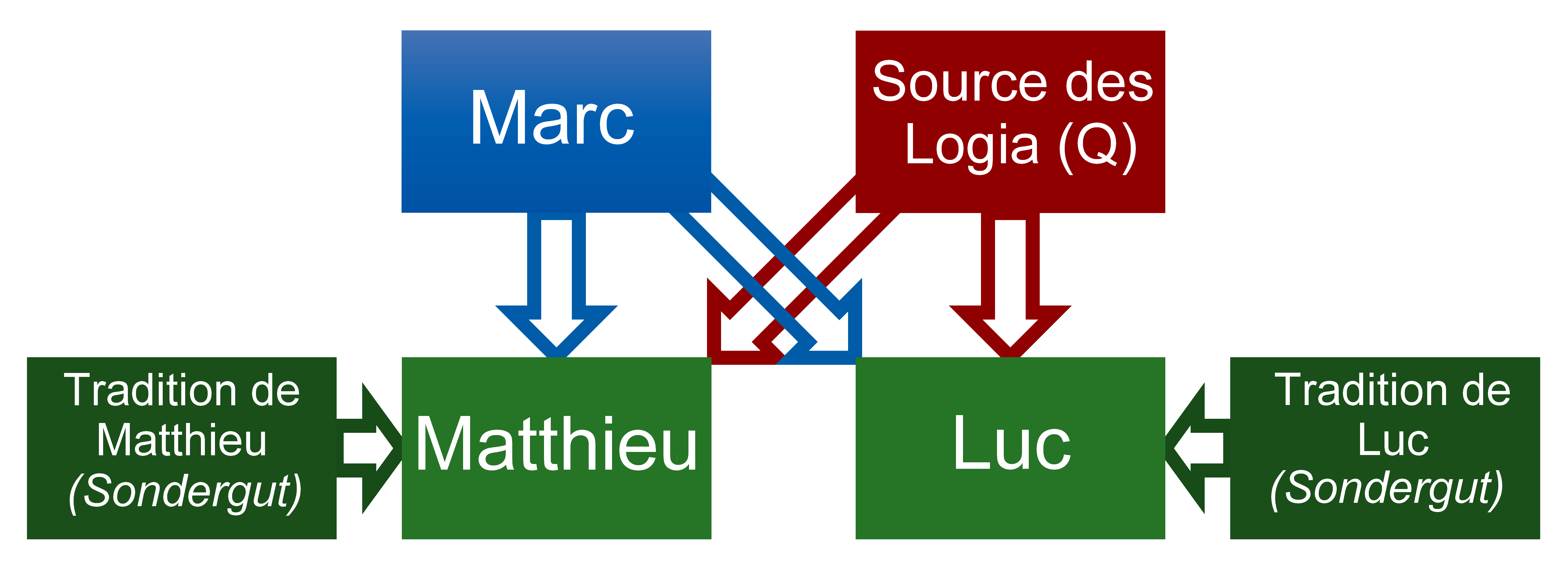
Les deux sources de Matthieu et de Luc : Marc et la source Q, auxquels s'ajoutent leurs contenus spécifiques (le Sondergut).

Les biblistes du XIXe siècle se sont accordés sur le fait que deux des Évangiles synoptiques (Matthieu et Luc), pourtant rédigés séparément, ont en commun de nombreux passages absents des sources d'inspiration qui leur sont traditionnellement attribuées : l'Évangile selon Marc et l'Ancien Testament. Ce constat a suggéré l'existence d'une seconde source commune, dite « source Q » (de l'allemand Quelle qui signifie « source »). Ce texte hypothétique (également nommé « document Q », « recueil Q » et, depuis la fin du XIXe siècle, « source des Logia », c’est-à-dire « paroles » en grec) semble avoir été essentiellement un recueil des paroles de Jésus de Nazareth. Avec l'hypothèse de l'antériorité de Marc, celle de la source Q est constitutive de ce que l'exégèse historico-critique appelle la théorie des deux sources.
La théorie des deux sources est la solution la plus généralement reçue au problème synoptique, qui touche aux influences littéraires entre les trois premiers Évangiles canoniques (Marc, Matthieu et Luc), dits Évangiles synoptiques. Ces influences sont sensibles à travers les similitudes dans le choix des mots et l’ordre même de ces mots dans les phrases. Le « problème synoptique » concerne l'origine et la nature de ces relations. D’après la théorie des deux sources, non seulement Matthieu et Luc s'appuient tous deux sur Marc, indépendamment l'un de l'autre, mais les analogies entre Matthieu et Luc qu'on ne retrouve pas en Marc permettent de supposer l'existence d'une seconde source, dénommée « Q ».

### Les quatre Évangiles canoniques

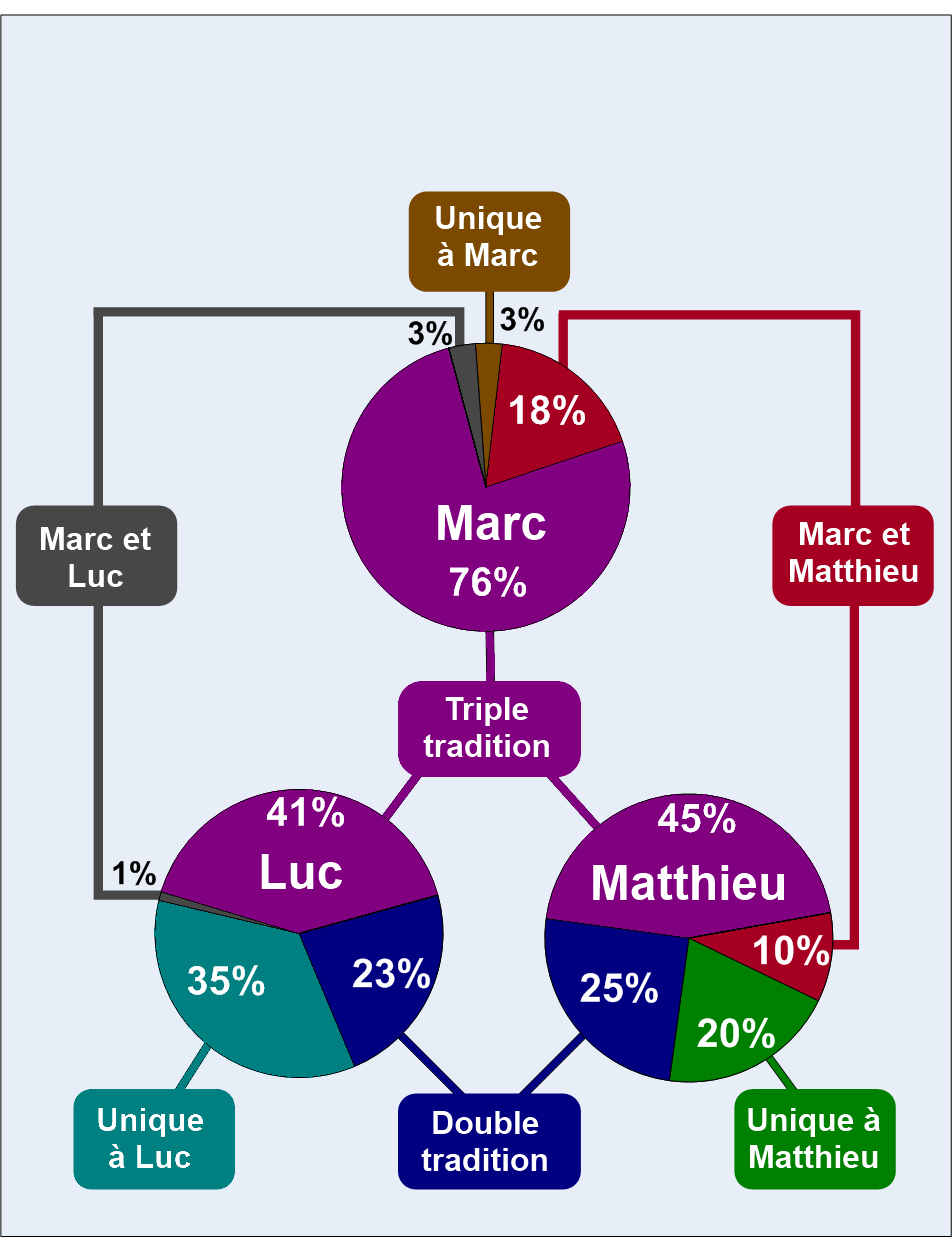
On retrouve presque tout le contenu de l'Évangile selon Marc dans ceux de Matthieu et de Luc. De plus, Matthieu et Luc partagent un grand nombre de phrases ou d'éléments narratifs absents chez Marc.

De tous les évangiles rédigés au cours des premiers siècles du christianisme, seuls quatre sont aujourd'hui reçus dans le canon du Nouveau Testament : les Évangiles selon Marc, Matthieu, Luc et Jean. Les trois premiers sont de composition similaire : ils rapportent les mêmes faits et anecdotes sur Jésus, suivent globalement la même trame narrative et recourent au même lexique. Compte tenu de leurs nombreuses similitudes, ces trois œuvres sont appelées Évangiles synoptiques ou simplement les « synoptiques ». Le qualificatif de « synoptique » vient d'un mot grec signifiant « vu ensemble ».
L’Évangile selon Jean, au contraire, a depuis longtemps été reconnu comme distinct des trois premiers, tant par l’originalité de ses thèmes, de son contenu, de l'intervalle de temps qu'il recouvre, que par l’ordre narratif et le style mais aussi par la date de sa rédaction. Clément d'Alexandrie résumait le caractère singulier de ce texte de la façon suivante : « Jean, venant en dernier, et conscient que les faits terrestres avaient été déjà exposés dans ces premiers évangiles… a, lui, composé un évangile spirituel ».

### Les trois Évangiles synoptiques
Les Évangiles synoptiques offrent de nombreux parallèles entre eux : ainsi près de 80 % des versets de Marc se retrouvent chez Matthieu et Luc. Comme le contenu est présent dans les trois synoptiques, on parle de « triple tradition ». Les passages de la triple tradition sont essentiellement narratifs mais ils contiennent également quelques paroles du Christ.
Cependant, on rencontre aussi de nombreux passages identiques entre Matthieu et Luc, mais absents de Marc. Près de 25 % des versets de Matthieu trouvent un écho chez Luc, mais non chez Marc. Les passages communs entre Matthieu et Luc sont référencés comme la « double tradition ».
Selon les chiffres indiqués par Daniel Marguerat, l'Évangile selon Matthieu (texte de 1 068 versets) reprend 523 versets de Marc sur 661 ; et celui de Luc (texte de 1 149 versets), environ 364 sur 661. Seuls 26 versets restent propres à Marc. Au total, le texte de Marc se retrouve presque en entier dans les deux autres synoptiques, soit 635 versets sur 661.

### Le problème synoptique

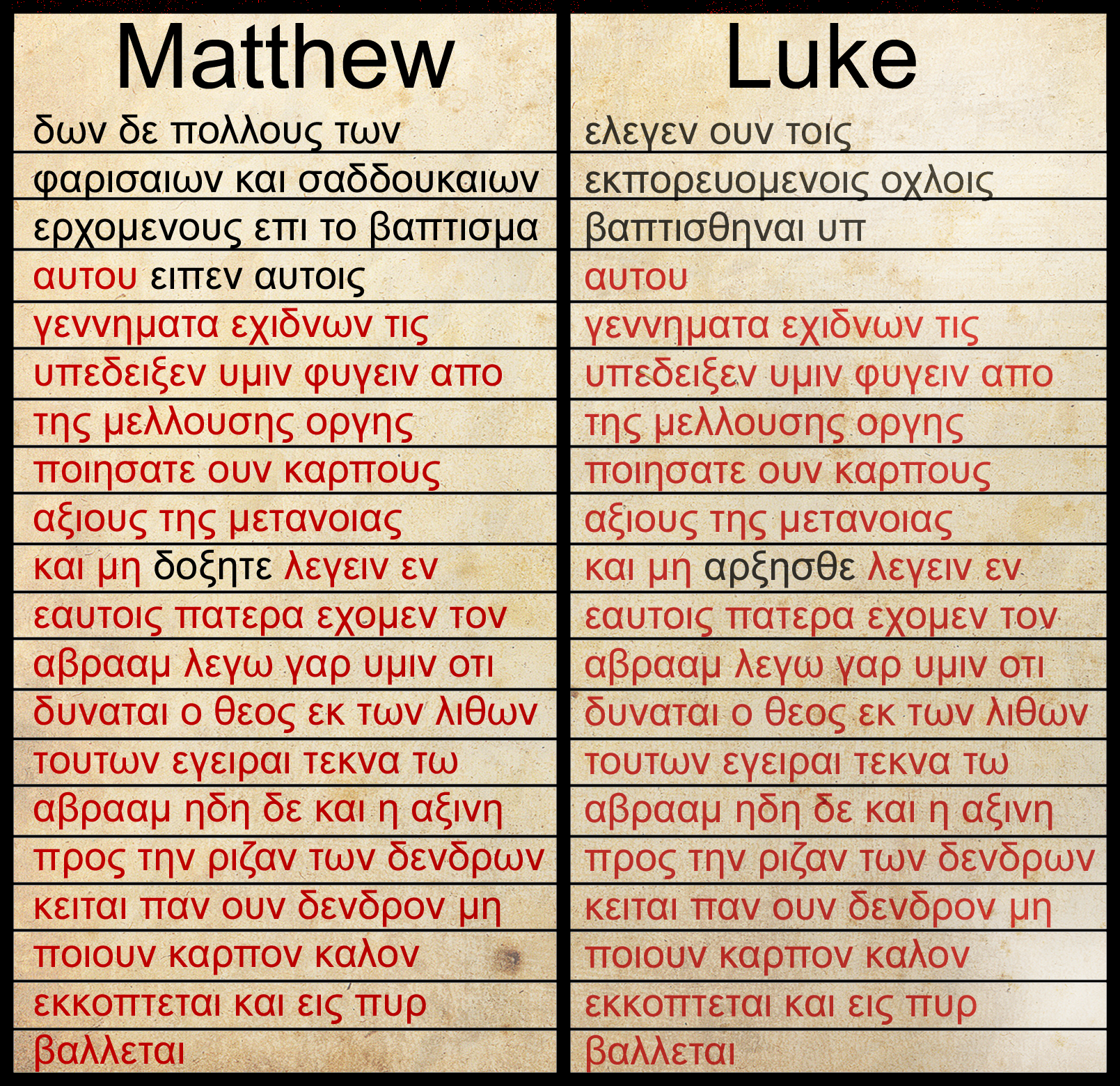
Exemple de passages similaires chez Matthieu et Luc : les mots identiques sont composés en rouge.

Les liens entre les trois synoptiques dépassent la simple analogie de point de vue, car non seulement ces Évangiles rapportent les mêmes histoires, mais ils les présentent presque systématiquement dans le même ordre, et parfois en usant précisément des mêmes mots, au point que certains passages sont mot à mot identiques.
Ces similitudes sont trop profondes pour n'être que de simples coïncidences : plusieurs témoins d'une même scène n'en donnent généralement pas exactement le même récit, et surtout chacun d'entre eux emploie un vocabulaire et un registre qui lui sont propres. Cette observation amène à supposer une parenté littéraire entre les trois synoptiques.
La nature précise des liens entre les Évangiles selon Marc, Matthieu et Luc constitue ce que l’on appelle le problème synoptique. La formulation de ce questionnement, et les tentatives de réponse remontent aux premiers siècles. Par exemple, vers l'année 400, Augustin s'est efforcé de résoudre cette énigme dans son ouvrage De consensu evangelistarum en avançant que l'Évangile selon Matthieu avait été écrit en premier, puis que Marc se serait appuyé sur le récit de Matthieu, et qu'enfin Luc à son tour s'inspirait de Matthieu et de Marc. Cette « hypothèse augustinienne » n'est plus retenue depuis que l'exégèse biblique l'a passée au crible de la méthode historico-critique, autrement dit depuis la fin du XVIIIe siècle. Toutefois, bien qu'elle soit tombée en désuétude chez les biblistes, elle n'en représente pas moins l'une des solutions les plus connues et les plus influentes au problème synoptique.

## La pluralité des sources

### L'antériorité de Marc et la triple tradition

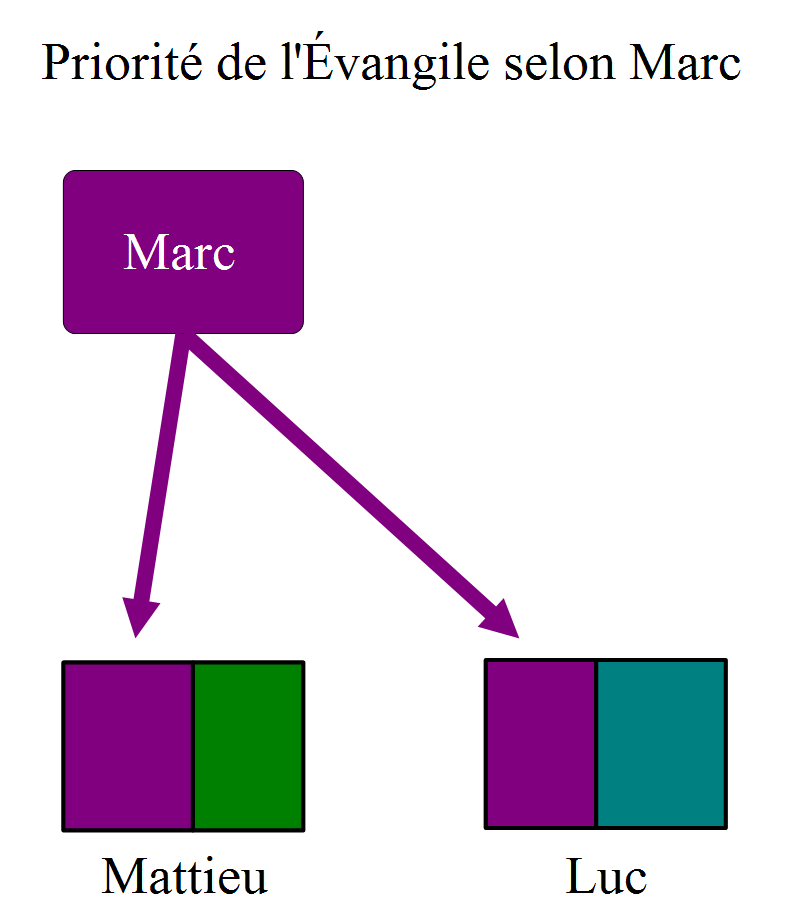
L’hypothèse selon laquelle l'Évangile selon Marc, rédigé le premier, aurait servi de source partielle à Matthieu et à Luc, est généralement admise aujourd'hui.

Un pas important dans la résolution du problème synoptique a été franchi avec la reconnaissance de l'antériorité de Marc sur les autres Évangiles. Plusieurs indices témoignent de cette antériorité.
- L'Évangile selon Marc est le plus court : il est plus plausible d'admettre que les deux autres synoptiques, qui en reprennent toute la substance, y ont ajouté des éléments, plutôt que de supposer que Marc aurait supprimé des passages d'un des deux autres textes (car pourquoi l'aurait-il fait ?). Cet argument s'appuie sur le principe de la lectio brevior potior (« [entre deux versions] la plus brève est la plus fiable »), utilisé par la critique textuelle lors de l'établissement d'un texte et applicable en matière d'exégèse historico-critique[8].
- Le registre et la syntaxe de Marc sont moins élaborés que ceux des deux autres évangélistes (Matthieu et Luc) : ceci suggère que les deux autres Évangiles synoptiques sont des versions récrites en bonne koinè du récit de Marc ; car il n'est pas vraisemblable que Marc ait intentionnellement dégradé son modèle sur le plan littéraire.
- Marc cite régulièrement des phrases en araméen (qu'il traduit en grec), ce que ne font ni Matthieu, ni Luc.
- Plus de 80 % de l'Évangile de Marc se retrouvent chez Matthieu et 55 % chez Luc[5].

La plupart des biblistes s'accordent à reconnaître que l'Évangile selon Marc est le plus ancien, et qu'en outre ce texte a servi de source au moins partielle aux deux autres synoptiques. Si cette hypothèse est correcte, la « triple tradition » n'est rien d'autre que l'ensemble des passages de Marc réutilisés par les deux autres évangiles.

### De la double tradition à la source Q

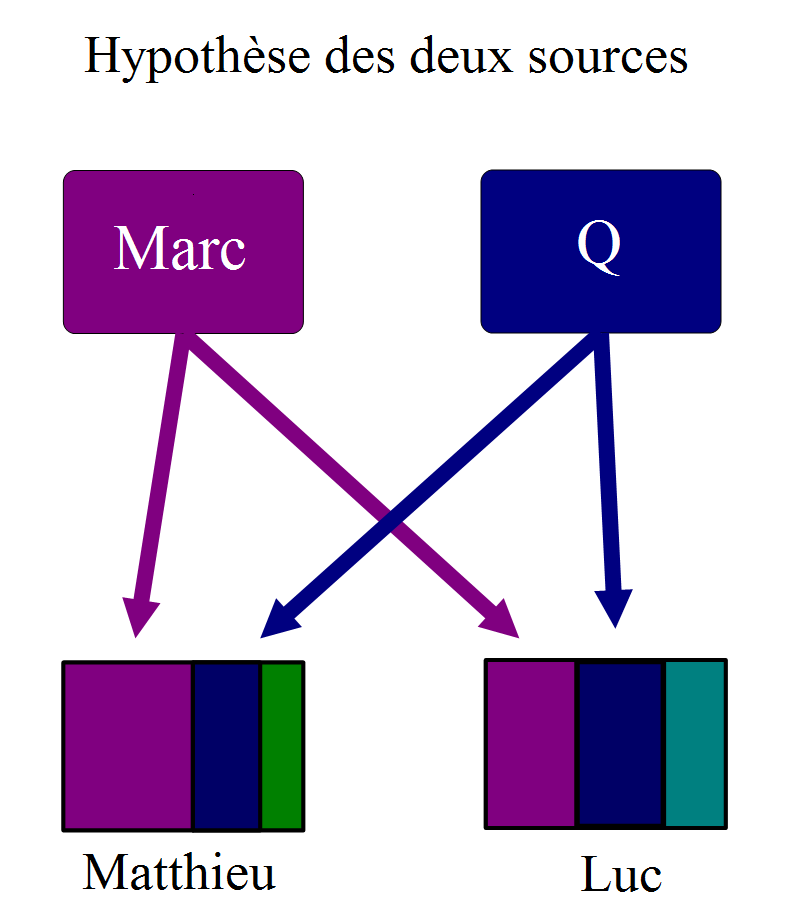
Les Évangiles selon Matthieu et Luc, rédigés indépendamment, s'appuient l'un et l'autre sur l'Évangile selon Marc, mais apparemment aussi sur une seconde source commune, dite « source Q » : telle est l'hypothèse des deux sources.

La thèse de l'antériorité de Marc, si elle rend bien compte de la plupart des similitudes entre les trois synoptiques, n'en explique pourtant qu'une partie, et pour cette raison elle ne répond pas complètement au problème synoptique. En effet, abstraction faite des passages supposés inspirés par Marc, il subsiste encore entre Matthieu et Luc une fraction respectable d'éléments communs. Ces éléments, rassemblés sous le terme collectif de « double tradition », consistent en des phrases aux mots identiques, utilisés dans le même ordre. Dans la mesure où on ne les retrouve pas dans le texte de Marc, des chercheurs (Marsh, Schleiermacher, Weisse) ont supposé que Matthieu et Luc s'appuyaient, d'ailleurs indépendamment, sur un second texte (d'où l'expression d’« hypothèse des deux sources »), ce second document étant appelé Q (de l'allemand Quelle qui signifie « source »).
Malgré les objections de quelques chercheurs, l’hypothèse des deux sources est aujourd'hui la solution la plus généralement avancée au problème synoptique.
Si elle est correcte, la seconde source est certainement un document écrit, car, s’il s’agissait d'une tradition orale, elle ne pourrait expliquer la similitude des mots et encore moins celle de l’ordre des mots. En outre, on a cru pouvoir avancer que cette source hypothétique, dans la version à laquelle Matthieu et Luc ont eu accès, était écrite en grec ; car si elle avait été rédigée dans une autre langue (en araméen par exemple), leurs traductions n'auraient pu à ce point coïncider. Certains chercheurs présument en outre que la source Q a précédé l’Évangile de Marc.
La source Q, si elle a existé, est aujourd'hui perdue, mais son contenu peut être en partie reconstitué à partir des passages communs à Matthieu et à Luc, et, parallèlement, absents de Marc. Or le texte ainsi reconstruit présente une particularité : d'une manière générale, il ne fournit aucun récit de la vie de Jésus ; il n'évoque ni sa naissance, ni le choix de douze disciples, ni sa crucifixion, ni sa résurrection. En revanche, il forme un recueil des propos et de la doctrine de Jésus. Il daterait approximativement de l'an 50.

### Arguments en faveur d'une seconde source
L’existence d’une source Q se déduit du fait que ni Matthieu ni Luc n'empruntent l'un à l'autre dans les passages appartenant à la double tradition. En outre, la coïncidence dans le choix des mots entre les deux évangélistes est telle que la seule explication raisonnable est l'emploi par les deux auteurs d'un même (ou des mêmes) documents écrits. Même si Matthieu et Luc ont écrit indépendamment l'un de l'autre (hypothèse de la priorité de Marc), l'hypothèse Q affirme qu'ils se sont appuyés sur une source commune. Les principaux arguments à l'appui de cette hypothèse sont :
- la coïncidence parfois stupéfiante entre les mots du texte, comme en Mt 6 24 = Lc 16 13 (27 et 28 mots grecs respectivement); Mt 7 7–8 = Lc 11 9-10 (24 mots grecs chacun) ;
- l'ordre des mots est même à l'occasion identique, par exemple dans le Sermon dans la plaine et le Sermon sur la montagne ;
- l'apparition des mêmes redondances, lorsque Matthieu et Luc donnent deux versions d'une sentence identique, mais dans deux contextes différents. Ces redondances peuvent d'ailleurs faire écho à l'emploi de deux sources écrites ;
- certains thèmes, comme la vision deutéronomiste de l’histoire, davantage prégnante dans Q (tel qu'on peut le reconstituer) que dans Matthieu ou Luc pris individuellement ;
- l'auteur de l'Évangile selon Luc signale qu'il connaît « beaucoup » d’autres sources sur la vie de Jésus, et qu'il s'est efforcé de rassembler toute l'information disponible Lc 1 1-4.

### Doutes sur l'existence d'une seconde source
Austin Farrer, Michael Goulder (en) et Mark Goodacre (en) ont désavoué l'hypothèse Q, tout en défendant l'hypothèse de l'antériorité de Marc, et ont estimé que Matthieu s'est inspiré de Luc. D’autres chercheurs ont contesté l'hypothèse Q parce qu'ils pensent que l'Évangile selon Matthieu est le plus ancien (hypothèse d'Augustin d'Hippone dans son De consensu evangelistarum). Leurs principaux arguments sont :
- il est d'abord évident en soi que deux documents corrigeant le style de Marc, y ajoutant des détails biographiques (naissance et résurrection) ainsi que quantité de citations, ont de grandes chances d'être inspirés l'un de l'autre, plutôt que de se ressembler par hasard ;
- il y a exactement 347 passages (selon Neirynck), où un ou plusieurs mots sont ajoutés au texte de Marc, à la fois dans Matthieu et dans Luc, et que l'on désigne comme « concordances approximatives » avec Marc ; parmi celles-ci, 198 consistent en un seul mot, 82 en deux mots, 35 en trois mots, 16 en quatre mots, et il n'y a que 16 cas où Matthieu et Luc augmentent le texte de Marc de cinq mots ou plus ;
- là où les tenants de l'hypothèse Q affirment que la découverte de l’Évangile selon Thomas confirme l'existence d'un « évangile des dires » de Jésus, Mark Goodacre relève que le document Q qu’on nous présente offre une structure narrative, et n'est pas un simple recueil de sentences ;
- certains chercheurs tirent également argument du fait que, non seulement il n'existe aucun manuscrit du document Q, mais aucun auteur de l'Antiquité ne fait référence à un texte de ce genre ;
- d'autres chercheurs, comme William R. Farmer (en), défendent l’hypothèse de Griesbach selon laquelle l'Évangile selon Matthieu est le plus ancien, l'Évangile selon Luc venant ensuite, et Marc ayant simplement résumé Matthieu. Le document Q, élément de l'hypothèse des deux sources, n'a plus de raison d’exister si la priorité de Matthieu est exacte, car alors Luc a pu puiser ses références chez Marc et chez Matthieu ;
- pour les chercheurs qui, comme John Wenham, adoptent l’hypothèse augustinienne, selon laquelle c'est toujours l'Évangile selon Matthieu qui est le plus ancien, l'Évangile selon Marc venant en second, l’hypothèse de Griesbach vaut également mieux que l’hypothèse de la source Q. La tradition catholique approuve d’ailleurs ce point de vue ;
- Eta Linnemann, quant à elle, rejette l’hypothèse de la source Q et va jusqu'à contester la pertinence d'un problème synoptique[14] ;
- Nicholas Perrin suggère que l’Évangile selon Thomas a pour source le Diatessaron de Tatien le Syrien et non le document Q[15].
- André Sauge en s’appuyant sur la linguistique du texte et les méthodes de la philologie classique, remet en cause la thèse dominante dite « théorie des deux sources ».

Pour Simon Claude Mimouni, les conditions, critères et méthodes d'élaboration de l'hypothèse Q sont caractéristiques d'une démarche issue au sein l'exégèse théologique[pas clair] dans le dessein de présenter de Jésus de Nazareth « une figure (…) ancienne et totalement dégagée des traditions postérieures qui l’ont réinterprétée ».

## L'hypothèse Q

### Histoire de la recherche
L'hypothèse du document Q trouve son origine dans les milieux exégétiques protestants du XIXe siècle. Élaborée à des fins théologiques pour répondre à des nécessités dogmatiques et herméneutiques, elle se fonde sur une argumentation littéraire plutôt qu'historique ou philologique.
Pour la période contemporaine, le premier chercheur à supposer l'existence d'une deuxième source est sans doute Herbert Marsh (en), qui en 1801 publia une solution assez complexe au problème synoptique, et qui n'eut presque aucun écho. Dans son ouvrage, Marsh nomme ce texte hypothétique beth du nom de la seconde lettre de l'alphabet hébreu (ב).
Puis en 1832, le théologien allemand Schleiermacher examine la phrase énigmatique de Papias d'Hiérapolis (qui écrivait vers 125) citée par Eusèbe de Césarée : « Matthieu a rassemblé les logia du Seigneur dans son dialecte hébraïque... ». Plutôt que de s'en remettre à l'idée que Matthieu aurait composé son Évangile en hébreu, Schleiermacher jugeait que Papias témoignait de l'existence d'un recueil de paroles du Christ, accessible aux évangélistes.
En 1838, Christian Hermann Weisse reprit l'hypothèse de Schleiermacher et y ajouta celle de la priorité de Marc, pour formuler ce qu'on appelle aujourd'hui la théorie des deux sources : Matthieu et Luc ont puisé à la fois chez Marc et dans un recueil de paroles du Christ. Cette théorie est reprise par Heinrich Julius Holtzmann dans un livre qui reste une référence, « Les Évangiles synoptiques, leur origine et leur historicité » (Die synoptischen Evangelien, ihr Ursprung und geschichtlicher Charakter, Leipzig, 1863). Elle demeure depuis lors une piste de recherche importante, admise par la communauté des spécialistes.
Jusqu'à cette époque, la source hypothétique était communément désignée comme recueil des logia en référence à la phrase de Papias, et Holtzmann la désignait par la lettre grecque lambda (Λ). Vers la fin du XIXe siècle, cependant, des doutes émergèrent sur l'opportunité de faire dépendre cette hypothèse philologique d'une lecture de la phrase de Papias, ou même de l'identifier à un recueil de paroles, de sorte qu'on préféra utiliser désormais la lettre Q (proposée en son temps par Johannes Weiss) pour neutraliser le débat. Dans les deux premières décennies du XXe siècle, on ne proposa pas moins d'une douzaine de reconstitutions de la « source Q » ; mais ces reconstitutions divergeaient tant entre elles qu'on n'y retrouvait pas même en commun un seul verset de l'Évangile selon Matthieu. C'est l'une des raisons pour lesquelles l'intérêt pour l'hypothèse des deux sources marqua le pas ensuite pendant plusieurs décennies.

### Phases de composition
Les choses changèrent en 1960 avec la traduction d'un recueil de paroles du Christ récemment découvert, l’Évangile selon Thomas. James M. Robinson et Helmut Koester émettent l'hypothèse que la source Q et l'Évangile selon Thomas représentent la première étape des écrits chrétiens qui mènera en quelques décennies aux Évangiles canoniques.
Ce regain d'intérêt entraîne de nouvelles tentatives, plus littéraires et plus sophistiquées, pour établir le texte de la source Q, notamment sous la plume de John S. Kloppenborg. Ce dernier, analysant certains aspects littéraires des textes, suggère que la source Q a été composée en trois fois : la première étape a consisté à produire un recueil de sagesse sur les thèmes de la pauvreté et de la soumission au maître ; puis ce recueil a été augmenté de jugements critiques contre les contemporains ; le dernier ajout est le récit de la Tentation du Christ.
Bien que Kloppenborg se défende de confondre l'histoire de la composition de la source Q avec l'histoire de Jésus (c'est-à-dire de prétendre que la source Q est nécessairement le témoignage premier sur la tradition chrétienne), certains exégètes contemporains, dont les membres du Jesus Seminar américain n'hésitent pas à franchir le pas. Fondant leur analyse sur l’Évangile selon Thomas et la couche ancienne de la source Q, ils suggèrent que Jésus s'est comporté davantage comme un sage que comme un rabbin juif. Kloppenborg est aujourd'hui membre du Jesus Seminar.
Bruce Griffin (Keiser University), qui doute de la pertinence de la division tripartite de Q proposée par Kloppenborg, écrit à ce sujet :

« Le phasage de Q est abondamment argumenté par plusieurs chercheurs spécialisés sur cette question. Mais d'autres l'ont sérieusement critiqué et, par-delà le cercle des spécialistes, il semble démontrer que ces chercheurs ont perdu tout sens de la rigueur scientifique. L'idée que l'on peut reconstituer l'histoire d'un texte qui n'existe pas, et qu'il faut reconstituer à partir de Matthieu et de Luc, est étrangère à la prudence scientifique. Mais l'objection la plus sérieuse aux révisions proposées pour Q, c’est l'histoire même de ces révisions successives, qui sape le crédit de l’hypothèse Q. Car bien que l'on puisse identifier de nombreux passages communs entre Matthieu et Luc, on ne peut démontrer que ces passages viennent d'une même source ; Q n'est peut-être rien d'autre qu'un terme commode qui recouvre en réalité plusieurs textes utilisés par Matthieu et par Luc. C'est pourquoi chaque argument en faveur de révisions successives de Q est aussi un argument en faveur du caractère composite de Q, c'est-à-dire en faveur d'une multiplicité de sources pour Matthieu et Luc. Réciproquement, tout argument en faveur de l'unité de Q (qu'il faut démontrer pour voir en Q un document unique) va aussi à l'encontre de la thèse des deux révisions proposées. Plaider en faveur de la structure tripartite de Q revient, intellectuellement parlant, à se tenir sur une corde raide : car il faut à la fois supposer que l'unité du texte est suffisante pour qu'on puisse parler d'un seul document, et en même temps affirmer qu'il y a suffisamment de disparité pour justifier la partition du texte. Faute d'un témoignage indépendant sur Q, il est illusoire de croire qu'un chercheur peut tenir en équilibre dans cette position. »

— B. Griffin, Was Jesus a Philosophical cynic ?
Cependant, des chercheurs favorables au développement en trois phases de Q avancent, comme Burton L. Mack, que l'unité de Q se déduit, non seulement du fait que Matthieu et Luc s'en sont servis, mais aussi de ce que les trois « couches » successives du texte, telles qu'on peut les reconstituer, s'ajoutent et présupposent effectivement la couche précédente, ce qui impose un ordre. Aussi, les preuves de la composition phasée de Q ne vont pas à l'encontre de l'unité de cette source, puisque les deux dernières phases s'identifient à partir des relations logiques asymétriques entre ce que l'on suppose être l'état antérieur et l'état élaboré du texte[pas clair].

### Contenu supposé
Certains passages du Nouveau Testament sont réputés extraits du document Q.
| - Les Béatitudes Mt 5 3-12 et Lc 6 20-26 - Antithèse de la loi du talion : Aimez vos ennemis… Mt 5 43-48 et Lc 6 27-36 - Règle d'or Mt 7 12 et Lc 6 31, Lc 10 25-28 - Parabole de la paille et de la poutre : Mt 7 1-6 et Lc 6 37-42 - Parabole du vrai disciple Mt 7 15–20 et Lc 6 43-44 - Parabole du bon et du mauvais charpentier Mt 7 24–27 et Lc 6 47-49 - « Chez personne en Israël je n'ai trouvé une telle foi » Mt 8 10 et Lc 7 9 - « Les renards ont des terriers et les oiseaux du ciel des nids ; le Fils de l'Homme, lui, n'a pas où poser sa tête. » Mt 8 20 et Lc 9 58 - Parabole de la Brebis égarée Mt 18 12-14 et Lc 15 3-7. | - Parabole du festin nuptial Mt 22 1-14 et Lc 14 15-24. - Parabole des talents Mt 25 14-30 et Lc 19 12-27. - Parabole du levain : Mt 13 33 et Lc 13 20-21. - « Des aveugles qui guident des aveugles… » Mc 7 14-23, Mt 15 14 et Lc 6 39. - « Notre Père… » Mt 6 9-13 et Lc 11 2-4. - Jésus et la loi mosaïque : Mt 5 17-20 et Lc 16 18 - Parabole des oiseaux et des lis des champs : Mt 6 25-31 et Lc 12 22-31. |